# Budange
Pour les articles homonymes, voir Budange.
Budange (alias Budange sous Justemont) est une ancienne commune de la Moselle en région Grand Est, rattachée à Fameck en 1810.

## Toponymie
- D’un nom de personne germanique Bodo[1] suivi du suffixe -ing.
- Bodingas[2] & Bodingias[1] en 959, Boudanges en 1550-52, Beudange en 1680[3], Budange sous Justemont en 1793.
- Biddéngen[4] et Büdder en francique lorrain.

## Histoire
Il y avait dans ce village une maison de la souveraineté de Lorraine. Siège d’un fief et d’une justice haute, moyenne et basse, mouvant du roi de France en 1731.
La maison de Budange était une ancienne chevalerie.
En 1790, Budange a fait partie du canton de Florange et en 1802 de celui de Thionville.

## Démographie
| 1793 | 1800 | 1806 | 1900 |
| ---- | ---- | ---- | ---- |
| 256  | 261  | 296  | 314  |

## Lieux et monuments
Chapelle Sainte-Anne de Budange, 1838